# Sminthopsis ooldea
Sminthopsis ooldea là một loài động vật có vú trong họ Dasyuridae, bộ Dasyuromorphia. Loài này được Troughton mô tả năm 1964.